# Acordo para a Conservação das Aves Aquáticas Migratórias Afro-Euroasiáticas

Corredores de migração de aves, segundo Thompson D. and Byrkjedal, Shorebirds. Colin Baxter, 2001.

O AEWA, acrónimo de African-Eurasian Waterbird Agreement, Acordo para a Conservação das Aves Aquáticas Migratórias Africo-euroasiáticas é um tratado internacional independente desenvolvido sob auspício da UNEP/Assembleia sobre as espécies migratórias. Foi assinado a 16 de junho de 1995 em Haia, nos Países Baixos e entrou em vigor em novembro de 1999, depois que o número mínimo necessário de 14 países, sete de África e sete da Eurásia, o ratificassem.
O AEWA aplica-se a 235 espécies de aves ecológicamente dependentes das zonas húmidas durante pelo menos parte do seu ciclo de vida anual, entre elas corvos marinhos, ibis, flamingos, patos, cisnes, garças, gansos, gaivotas e mesmo o pinguim africano.
O acordo cobre 119 países de Europa, parte da Ásia, Canadá e África, e pretende coordenar as acções levadas a cabo pelos estados membros no que respeita as migrações das aves a que se aplica. Dos 119 estados implicados, 58 eram parte como assinantes do tratado a 1 de novembro de 2006.
Os estados que assinaram o convénio concordaram em levar a cabo una ampla gama de acções destinadas à conservação das espécies afetadas, segundo um Plano de Acção que especifica aspetos-chaves como a conservação de habitats e espécies, gestão das atividades humanas, investigação e controlo, educação e informação, e implementação.